# Eldorado 51
Pour les articles homonymes, voir Eldorado (homonymie).
Eldorado 51 est un roman de Marc Trillard paru le 30 septembre 1994 aux éditions Phébus et ayant reçu le Prix Interallié la même année.

## Éditions
- Eldorado 51, éditions Phébus, 1994  (ISBN 285940337X).